# 足和田山
足和田山（あしわだやま）は、山梨県南都留郡富士河口湖町 と鳴沢村とにまたがる標高1,354.9 mの山。

## 概要
山域は富士箱根伊豆国立公園の特別地域または普通地域の指定を受けている。山梨県により山梨百名山の一つに選定されている。箱根の足柄山、愛鷹山と共に「富士三脚（富士三足）」と呼ばれている。富士五湖の中央に位置し、各湖が見られることから五湖台とも呼ばれている。実際には五湖を一度に見られるポイントはない。山頂には二等三角点（点名が「檀ノ山」、標高1,354.91 m）と展望台が設置されている。富士山の北には西湖があり、この西湖と富士山の間を東西に伸びる山の最高点が足和田山。富士山周辺の山の中でも最短距離で富士山の眺望が楽しめる。 山上にはマツムシソウ、ノアザミ、アカマツ、モミなどが分布している。山域の一部は、カラマツとヒノキの植林地として利用されている。西側の稜線上には三湖台と紅葉台の展望名所があり、青木ヶ原と富士山、西湖などを見渡すことができる。江戸時代の『甲斐国志』では、山全体が壇ノ山（ダンノ山）と表記され、山頂部を雨乞山や足和田山などとされている。東側の山中には行者屋敷と呼ばれる場所と小さな池があり、山岳信仰と雨乞いの名残を留めている。山頂から東北東1.9 kmの尾根上の鞍部に大嵐天神社があり、「山神社本殿」が富士河口湖町の有形文化財に指定されている。

## 登山

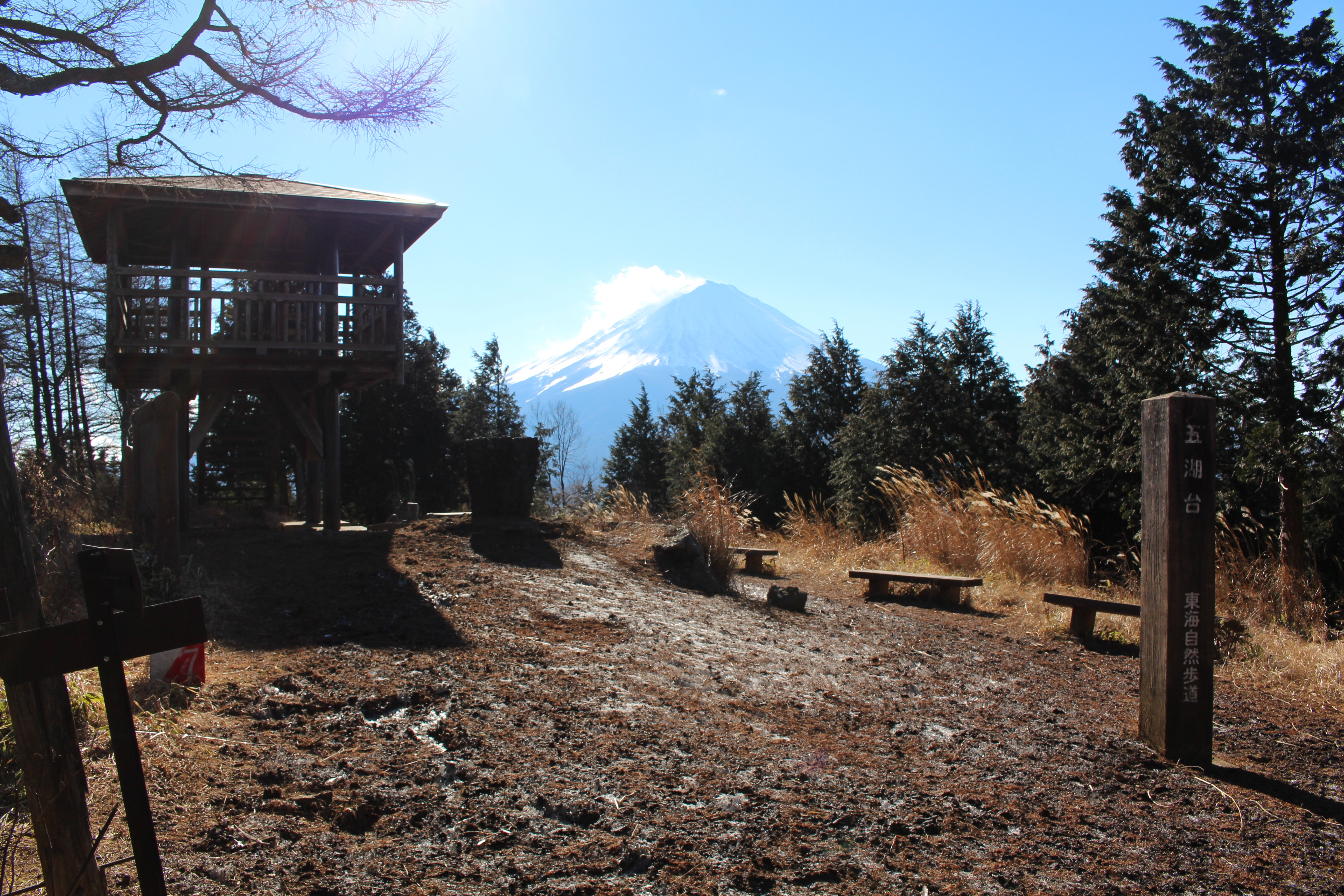
山頂の展望台

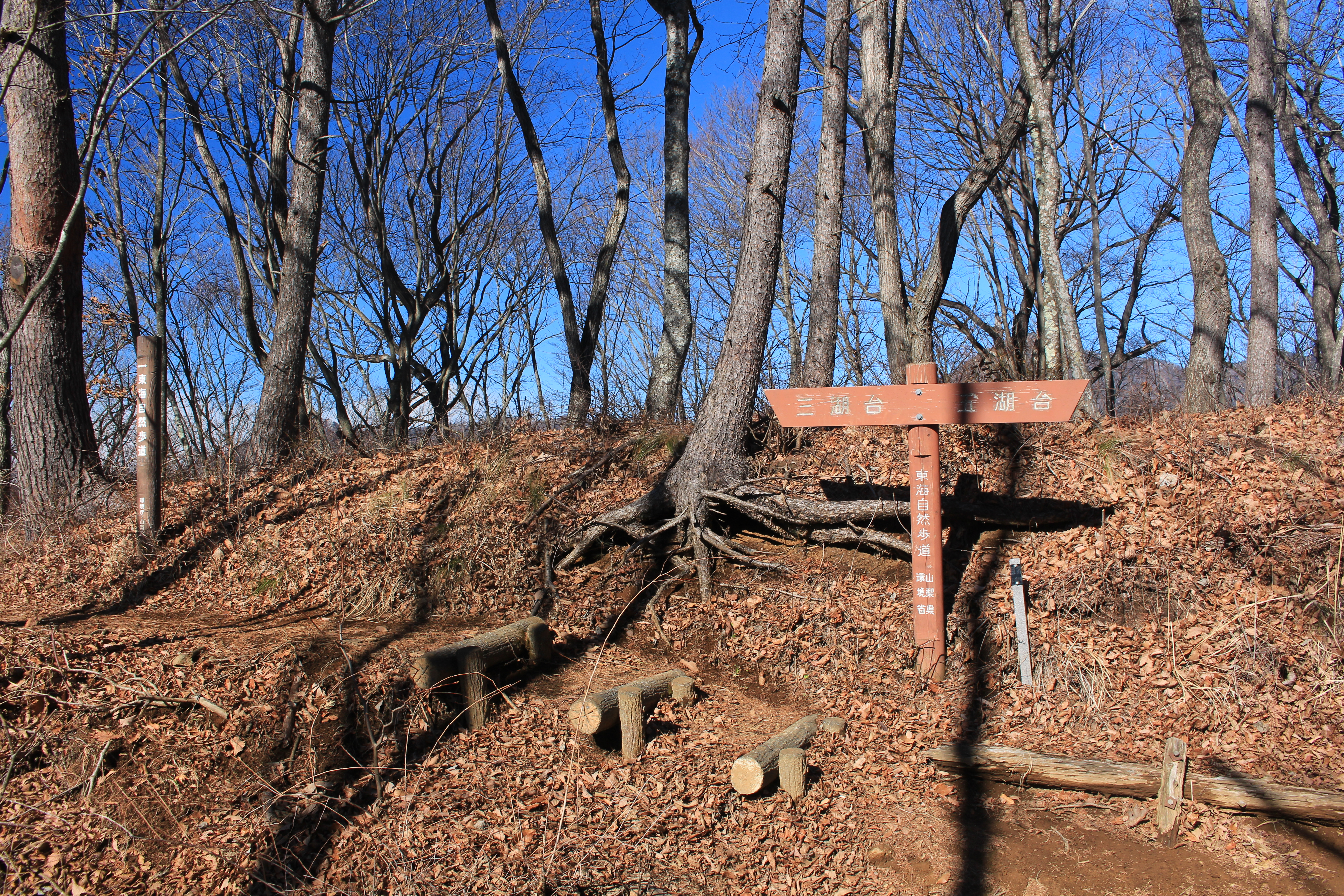
山上の稜線付近を横断する東海自然歩道

日帰り登山の対象となる山で、以下の登山道（ハイキングコース）が開設されている。代表的な南山麓の一本木バス停からのコース（無雪期・天候良好時）は、山梨県により技術的難易度が「ランクA/(A-E)」（低い-中程度）、体力度が「1/1-10」（低程度、日帰りが可能）とされている。一部のコースは、東海自然歩道の富士山北麓コースの一つの紅葉台コース（紅葉台 - 三湖台 - 足和田山 - 大和田）を兼ねている。足和田山から紅葉台へは東海自然歩道でつながり、穏やかな道が続く。三湖台からは眼下に広大な青木ヶ原樹海が見渡せる。 山頂には2階建て相当の展望台、テーブル、ベンチなどが設置されている。展望台からは富士山や南アルプスが見渡せる。山頂の西側の稜線上から少し北側に離れた位置には三湖台があり、大きな広場があり東屋が設置されていて青木ヶ原、西湖、御坂山地が見渡せる。
- 西湖民宿バス停 - 三湖台 - （東海自然歩道） - 足和田山
- 足和田出張所バス停 - 足和田山
- 天神下バス停 - 大嵐天神社 - 足和田山
- 大嵐入口 - 大嵐天神社 - 足和田山
- 一本木バス停（大和田地区） - （東海自然歩道） - 足和田山[3][8][13]
- 紅葉台入口バス停または鳴沢氷穴バス停 - 紅葉台 - 三湖台 - （東海自然歩道） - 足和田山[8][13]

## 地理
東西に連なる御坂山地の主稜線上にある毛無山（標高1,500 m）から南側に派生する独立峰 のような山。山域の北西端は西湖、北東端は河口湖で各湖に流れる多数の河川の源流となる山である。南側で富士山に接し、地形図では南側に河川は見られない。山域の西側で青木ヶ原に接し、国の特別天然記念物『鳴沢熔岩樹型』や天然記念物『鳴沢氷穴』などの名所がある。

### 周辺の山

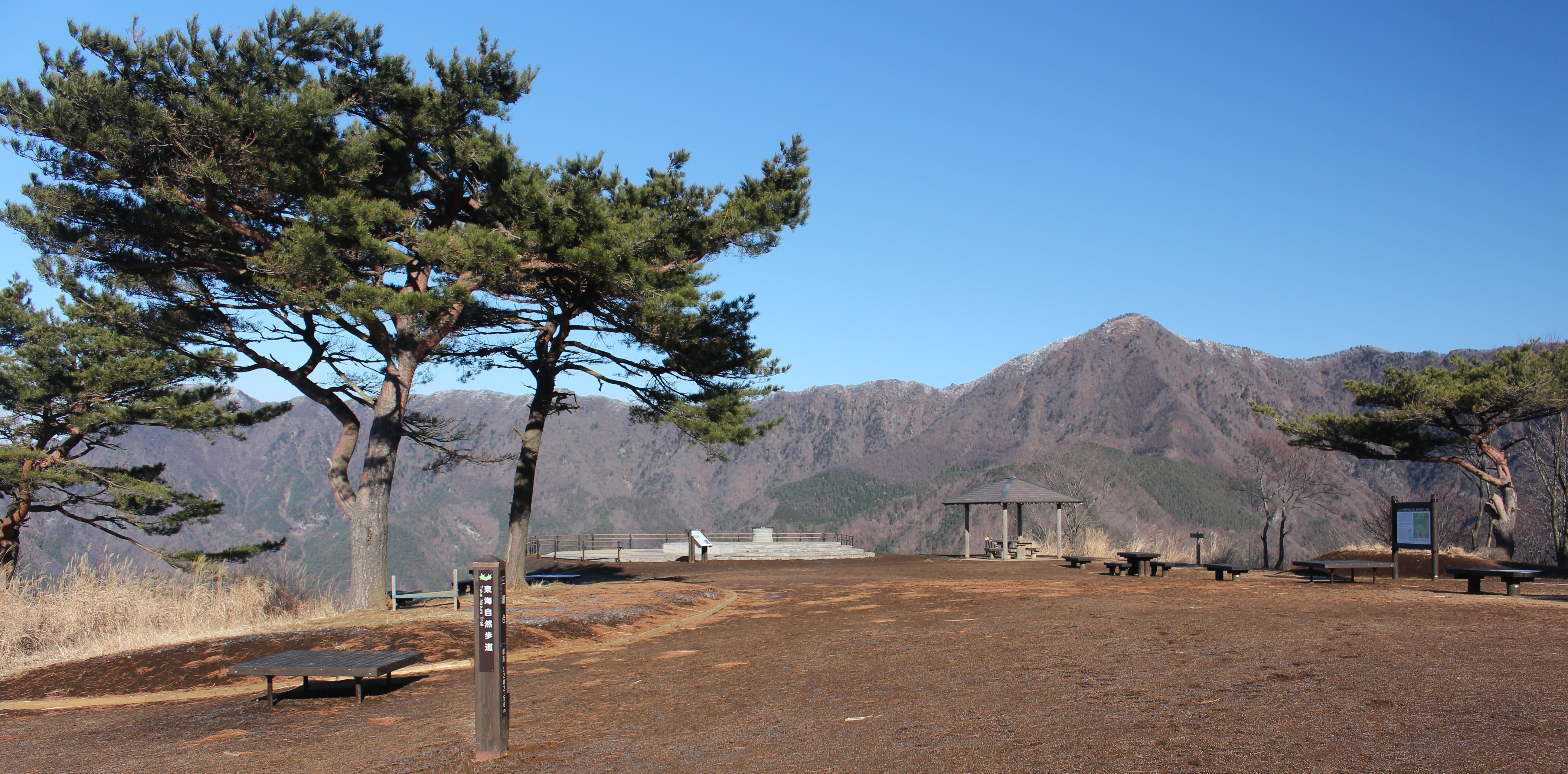
三湖台（標高1,202 m）の広場

富士山の北15 kmに位置する。山頂の西南西1.4 kmに四等三角点（点名が「鳴沢」、標高1237.49 m）、西南西2.4 kmの三湖台に四等三角点（点名が「紅葉台」、標高1202.48 m）、西南西2.7 kmの紅葉台に三等三角点（点名が「物見所」、標高1164.63 m）、東北東2 kmに四等三角点（点名が「一之瀬」、標高946.54 m）が設置されている。山頂に東約1 kmにある標高点（1,233 m）のピークは段和山と呼ばれている。周辺の主な山を下表に示す。
| 山容                                                                                   | 山名     | 標高(m)  | 三角点等級 基準点名 | 足和田山からの 方角と距離(km) | 備考                        |
| -------------------------------------------------------------------------------------- | -------- | -------- | ------------------- | ----------------------------- | --------------------------- |
| 足和田山から望む河口湖（右端中央に河口湖大橋）と三ッ峠山（2014年12月13日撮影）         | 三ッ峠山 | 1,785.23 | 二等 「水峠」       | 東北東 11.1                   | 日本二百名山 山梨百名山     |
| 足和田山の三湖台から望む黒岳と西湖（2014年12月13日撮影）                               | 黒岳     | 1,792.68 | 一等 「黒岳」       | 北北東 7.5                    | 御坂山地の最高峰 山梨百名山 |
| 足和田山の三湖台から望む鬼ヶ岳（左）と十二ヶ岳（右）、手前に西湖（2014年12月13日撮影） | 鬼ヶ岳   | 1,738    |                     | 北西 4.0                      |                             |
| 三湖台方面から望む足和田山の山頂部、左端に西湖、最奥に三ッ峠山（2014年12月13日撮影）   | 足和田山 | 1,354.91 | 二等 「檀ノ山」     | 0                             | 山梨百名山                  |
| 南東から望む天子山地の竜ヶ岳（2015年12月17日撮影）                                     | 竜ヶ岳   | 1,485    |                     | 西南西 12.4                   | 天子山地 山梨百名山         |
| 足和田山の紅葉台から望む富士山（2014年12月13日撮影）                                   | 富士山   | 3776.12  | 二等 「富士山」     | 南 15.0                       | 日本の最高峰 日本百名山     |

### 交通・アクセス

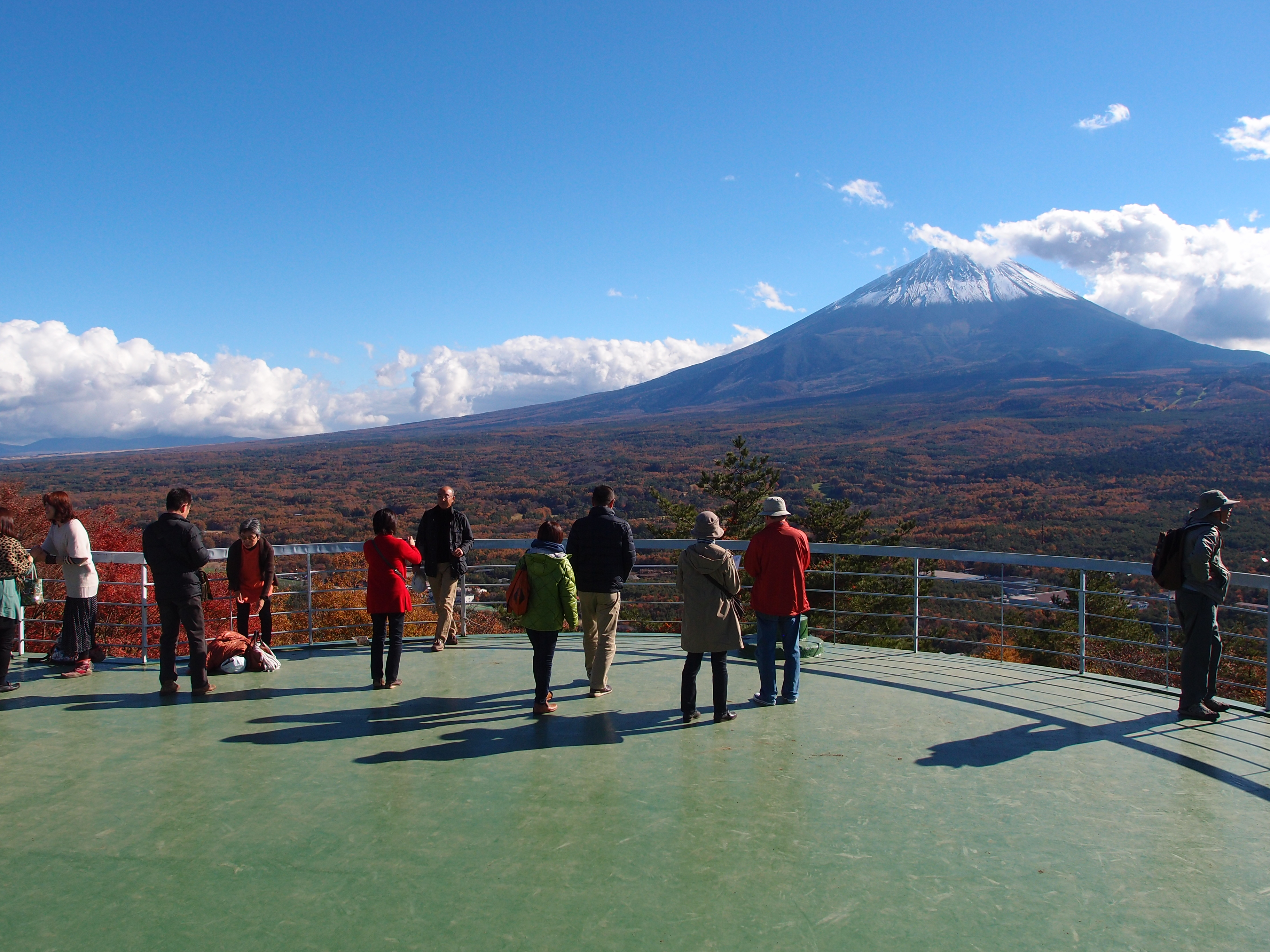
観光スポットである紅葉台の展望台

南山麓に国道139号が通り道の駅なるさわがあり、北山麓に山梨県道710号青木ヶ原船津線が通り道の駅かつやまがある。山域の北端付近を山梨県道21号河口湖精進線が東西に通り御坂山地を文化洞トンネルが貫通している。これらの国道と県道沿いには多数の富士急バスのバス停があり、登山口となる。南西山麓から紅葉台へは林道が通じていて、紅葉台には駐車場と売店（屋上に展望台）があり、観光客が訪問する。紅葉台から三湖台の先の山頂方面まで稜線上の東海自然歩道と並行するように南側には林道が通る。
- 富士急行富士山駅の西5.6 kmに位置する[4]。
- 中央自動車道富士吉田線の河口湖インターチェンジの西6.2 kmに位置する[2]。

### 周辺の主な名所や施設
山麓や周辺の主な施設を以下に示す。
- 大嵐天神社（東山腹）
- 鳴沢氷穴（西山麓）
- 鳴沢熔岩樹型（西山麓）
- 富岳風穴（西山麓）
- 竜宮洞穴（西山麓）
- 富士河口湖町立西浜中学校（北山麓）
- 道の駅かつやま（北東山麓）
- 富士河口湖町立大嵐小学校（東山麓）
- 鳴沢村役場（南山麓）
- 鳴沢村立鳴沢小学校（南山麓）
- 道の駅なるさわ（南山麓）
- 木曽馬牧場（南西山腹）[8]

## 足和田山の風景

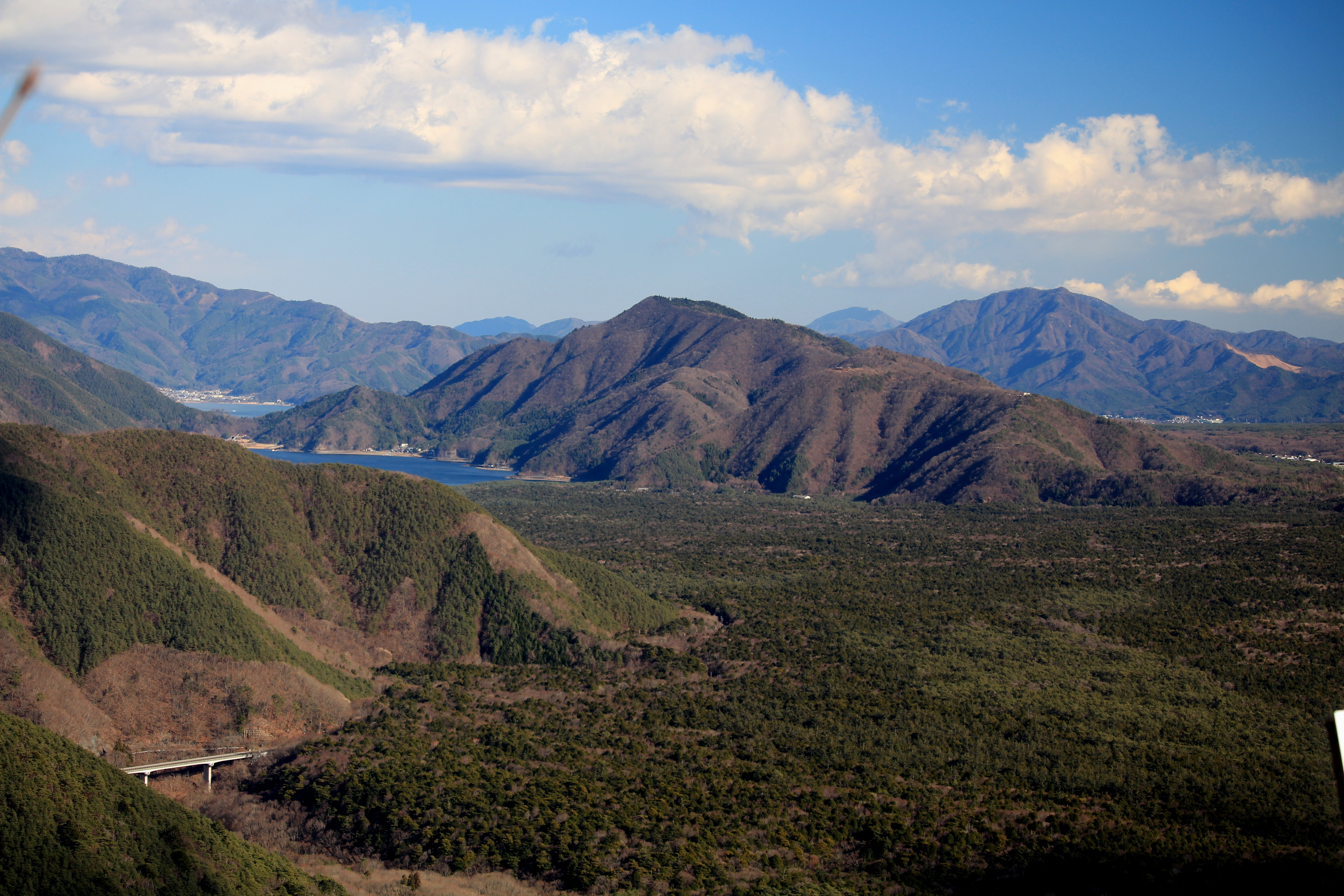
西側の御坂山地のパノラマ台から望む青木ヶ原（左下に国道139号の青木ヶ原大橋）と足和田山、左中央に西湖、その奥に河口湖、右奥に杓子山
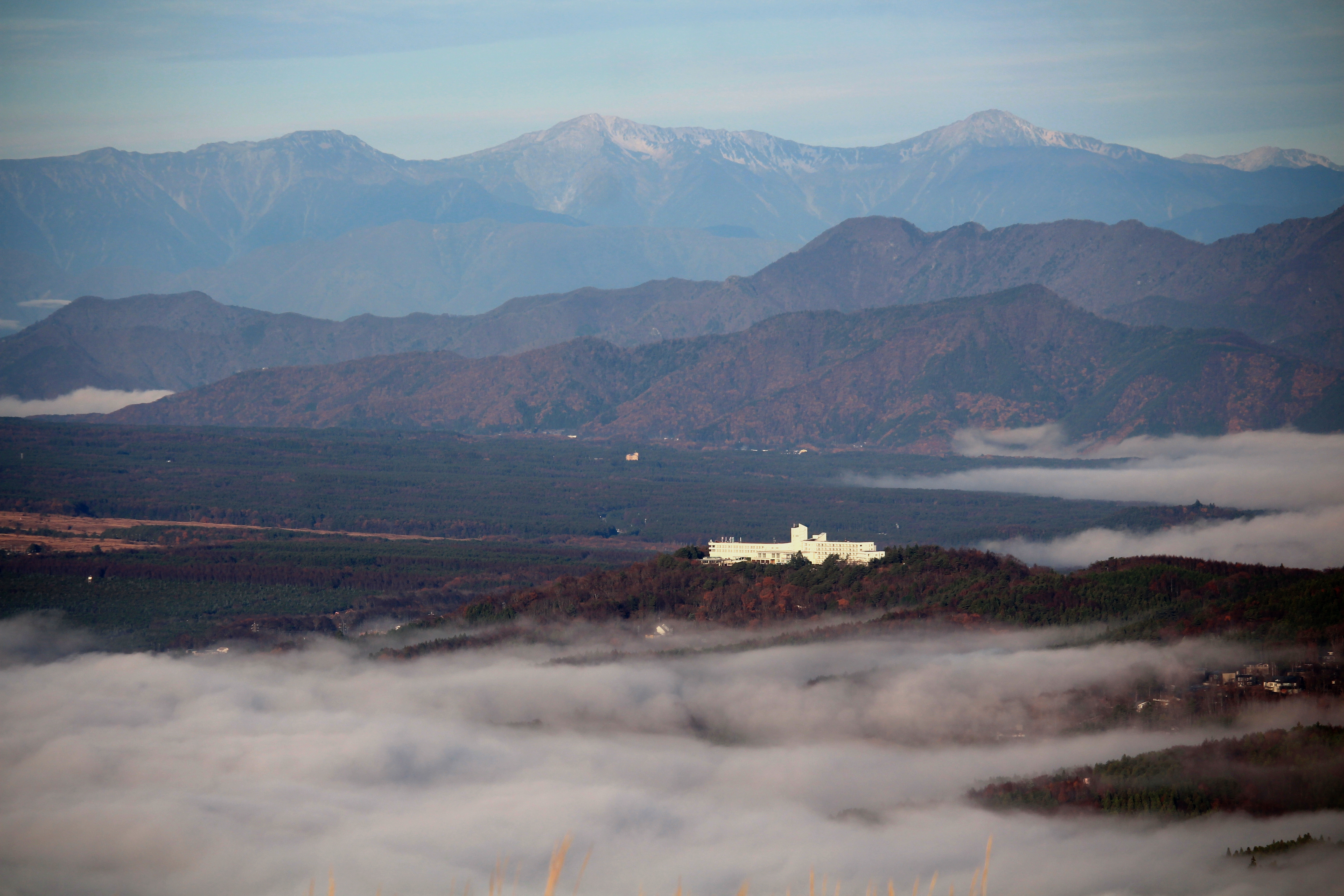
南東側の明神山から望む足和田山（中央部）

## 足和田山からの眺望
山頂の展望台からは樹木に遮られて、西湖と河口湖はよく見えないが、山頂から三湖台からは紅葉台にかけての稜線上からは各湖が望める。五湖台（足和田山）および三湖台が、2016年（平成28年）2月に環境省により、富士箱根伊豆国立公園指定80周年記念事業の一環として、富士箱根伊豆国立公園と周辺地域の代表的な富士山の展望地である『富士山がある風景100選』の一つとして選定された。平成6年度に富士山NETにより、三湖台と紅葉台が『新富嶽百景』の一つに選定された。 ウィキメディア・コモンズには、足和田山から眺望に関するカテゴリがあります。

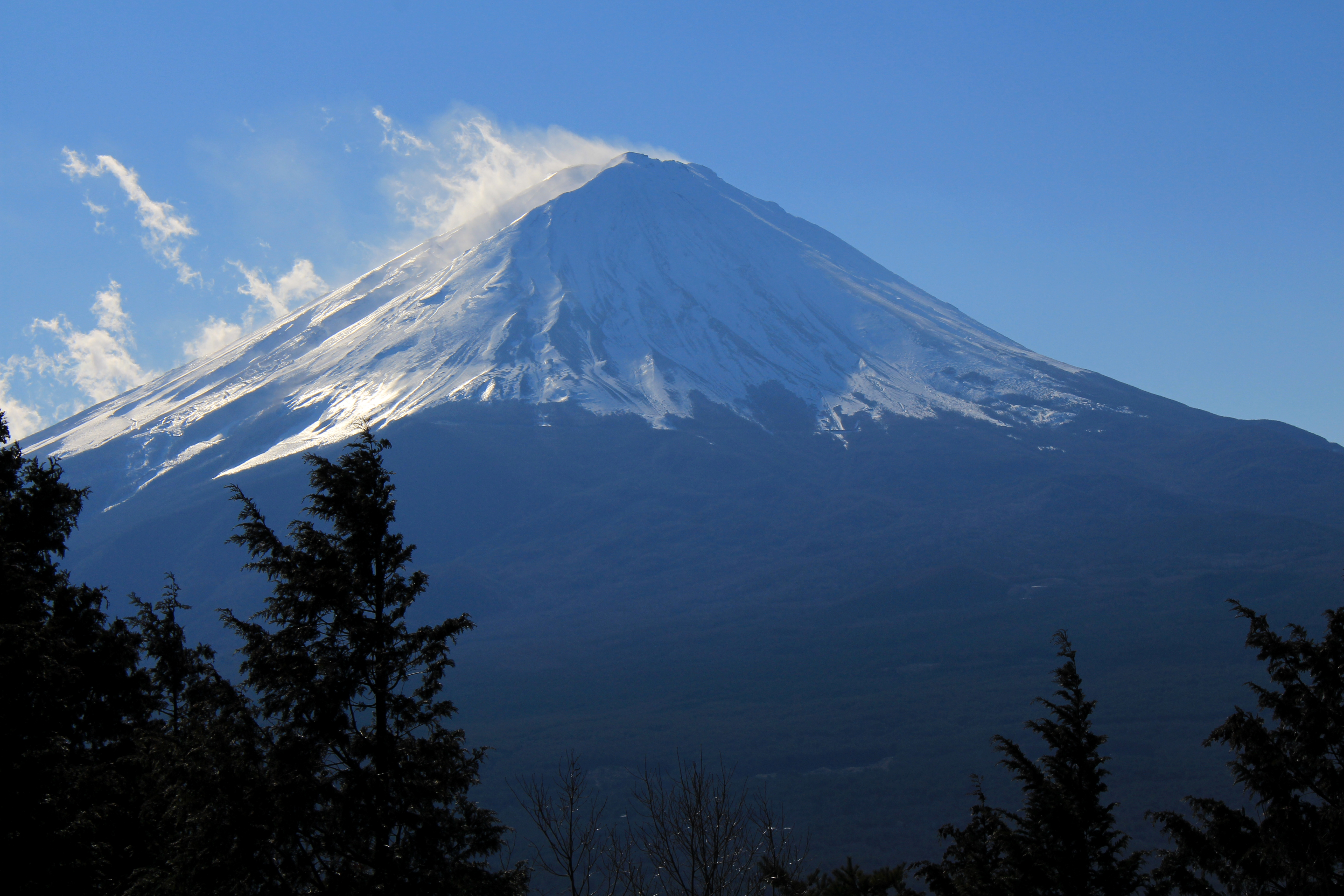
山頂から望む富士山
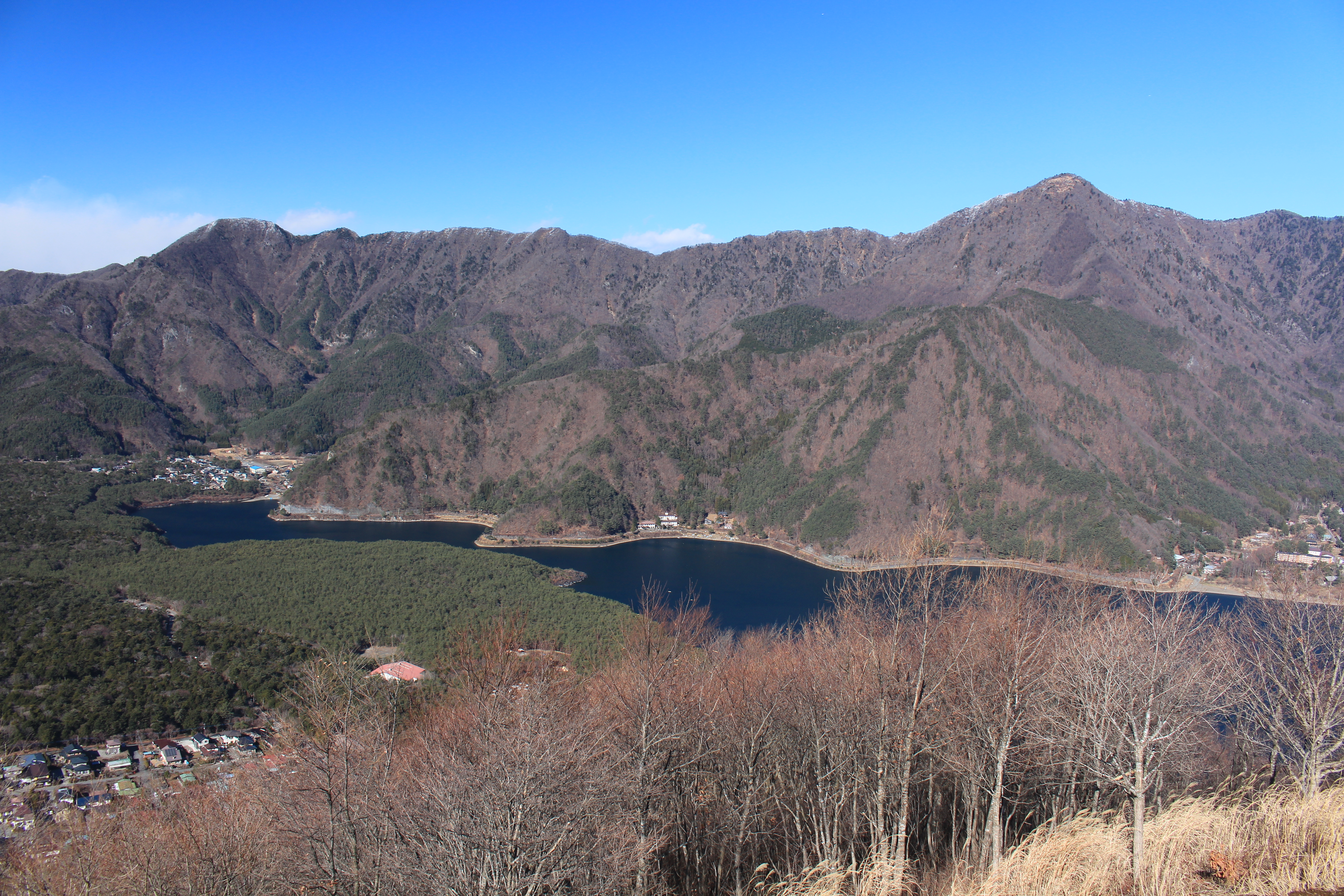
三湖台から望む御坂山地の王岳と鬼ヶ岳、手前に青木ヶ原と西湖、左手前に西湖民宿村
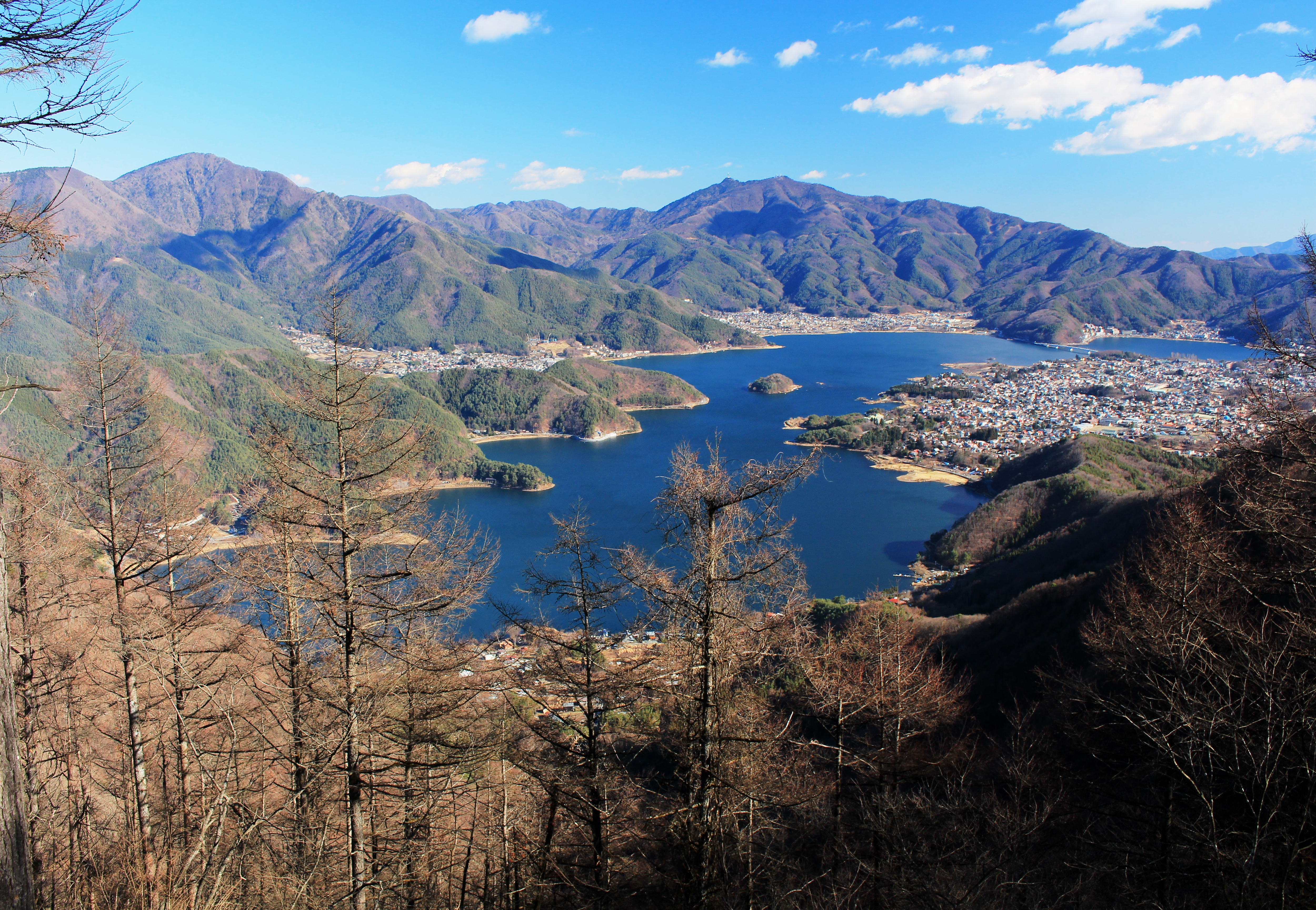
山頂部から望む河口湖と御坂山地（左から黒岳、御坂山、三ツ峠山）

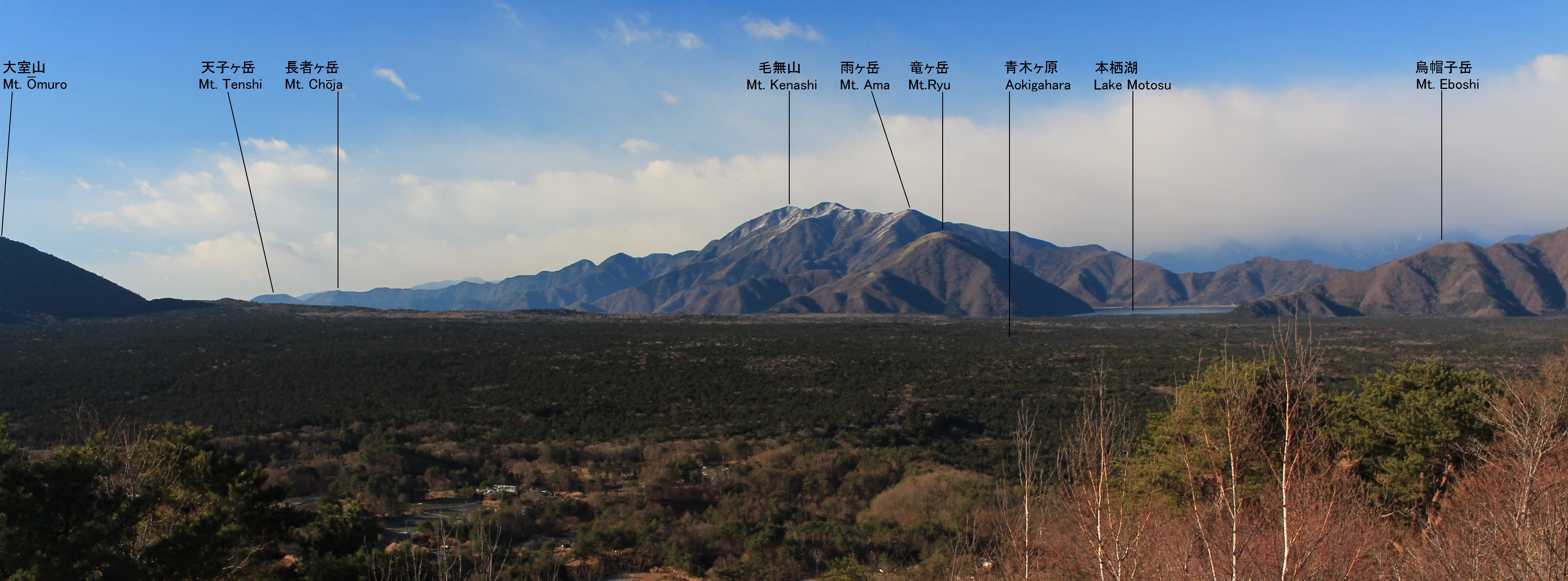
足和田山の紅葉台から望む天子山地（左から天子ヶ岳、長者ヶ岳、毛無山、雨ヶ岳、竜ヶ岳）、本栖湖と御坂山地の烏帽子岳、手前に青木ヶ原、左端に大室山